# Jake & Blake
Jake & Blake fue una sitcom de origen argentino-estadounidense, creada y dirigida por Cris Morena en coproducción con RGB Entertainment y Disney Channel Latinoamérica.
Cuenta la historia de dos gemelos separados al nacer, quienes después de encontrarse cambian de lugares. Fue preestrenada el 29 de noviembre de 2009, y estrenada oficialmente el 7 de diciembre de 2009 en Disney Channel Latinoamérica.
El 17 de mayo de 2010 fue estrenada en Disney Channel España y el 4 de abril de 2011 se estrenó la segunda temporada a las 15:35 horas de lunes a viernes, emitiéndose el último episodio el 17 de mayo de 2010
Esta producción fue grabada en Buenos Aires, Argentina totalmente en inglés para Disney Channel Estados Unidos. A pesar de ser grabada en ese idioma todos los actores son argentinos, siendo protagonizada por Benjamín Rojas.

## Trama
Es la historia de dos gemelos adolescentes separados al nacer que desconocen cada uno la existencia del otro. El destino vuelve a unirlos y ambos deciden aprovechar el parecido físico, y reemplazarse mutuamente para vivir una aventura especial.
Pero nada será tan sencillo porque si bien Jake y Blake son iguales físicamente, poseen personalidades muy distintas.
Jake es un aplicado alumno del último año del colegio, brillante en matemáticas, híper responsable, campeón de natación, generoso y afectivo. Blake, por el contrario, es un exitoso cantante pop, millonario, egocéntrico, vanidoso y egoísta.
A través del pacto, ambos comenzarán a vivir la vida del otro. Jake deberá superar su timidez, cantar ante el público y soportar el acoso de los fanes, mientras que Blake deberá empezar a acatar las normas para convertirse en un brillante alumno y aprender a vivir en el anonimato. Pero dos chicas se cruzarán en sus vidas: Annie, la amiga de Jake, y Luz, la presidenta del club de fanes de Blake.
Mantener la nueva identidad de los gemelos, será motivo de confusiones, aventuras y enredos románticos que los embarcarán en el descubrimiento de su propia historia.

## Reparto
- Benjamín Rojas como Jake Valley y Blake Hill
- Sofía Reca como Luz Fuentes
- Melanie Green como Anita "Annie" Linares
- Tomás Martínez como Max Hill
- Ana Justo como Kathy
- Victoria Maurette como Miranda
- Pablo Drutman como Buddy
- Fabio Aste como Joaquín Patrick Fynk
- Marcelo Andino como Lacalle
- Diego Child como Bruno
- Matías Mayer como Alan King
- Milagros Juarez como Valeria "Vale"
- Diego Leske como Señor King

## Episodios
| Temporada | Episodios | Temporada                | Temporada             | Edición en DVD | Edición en DVD | Edición en DVD          |
| Temporada | Episodios | Comienzo De La Temporada | Final De La Temporada | Volumen 1      | Volumen 2      | Paquete De La Temporada |
| --------- | --------- | ------------------------ | --------------------- | -------------- | -------------- | ----------------------- |
| 1         | 26        | 2009                     | 2010                  |                |                |                         |
| 2         | 24        | 2010                     | 2011 (Sony Spin)      |                |                |                         |

## Doblaje
Benjamin interpreta a los dos personajes principales de la serie.

### Hispanoamericana
Debido a que la mayoría de los actores son argentinos, algunos realizaron el doblaje de su propio personaje.
- Jake Valley/Blake Hill - Benjamín Rojas
- Luz - Sofía Reca
- Annie - Melanie Green
- Miranda - Victoria Maurette
- Bruce - Diego Child
- Max Hill - Tomás Martínez
- Alan King - Matías Mayer

## Jake & Blake el CD
Seguido del éxito de la serie protagonizada por Benjamín Rojas, el 27 de abril de 2010 se publicó la banda sonora. En este disco se incluyen 14 temas, que aparecen en la serie, interpretados por Benjamin Rojas y Sofia Reca.
Discografía: Sony Music
Año: 2010
Track List
01- Se terminó
02- Eclipse de ausencias
03- Vamos al cielo
04- Otro final
05- Hasta el fin
06- Quédate aquí
07- Hice todo mal
08- Busco sólo un amor
09- Difícil
10- Sólo quiero estar bien
11- Sin luz
12- De a dos
13- Hoy todo cambio
14- Estás tan cerca